# Buffle (astrologie chinoise)
 (signalé en juillet 2025).
Si vous disposez d'ouvrages ou d'articles de référence ou si vous connaissez des sites web de qualité traitant du thème abordé ici, merci de compléter l'article en donnant les références utiles à sa vérifiabilité et en les liant à la section « Notes et références ».
- Archive Wikiwix
- Bing
- Cairn
- DuckDuckGo
- E. Universalis
- Gallica
- Google
- G. Books
- G. News
- G. Scholar
- Persée
- Qwant
- (zh) Baidu
- (ru) Yandex
- (wd) trouver des œuvres sur Wikidata

Pour les articles homonymes, voir Buffle (homonymie).

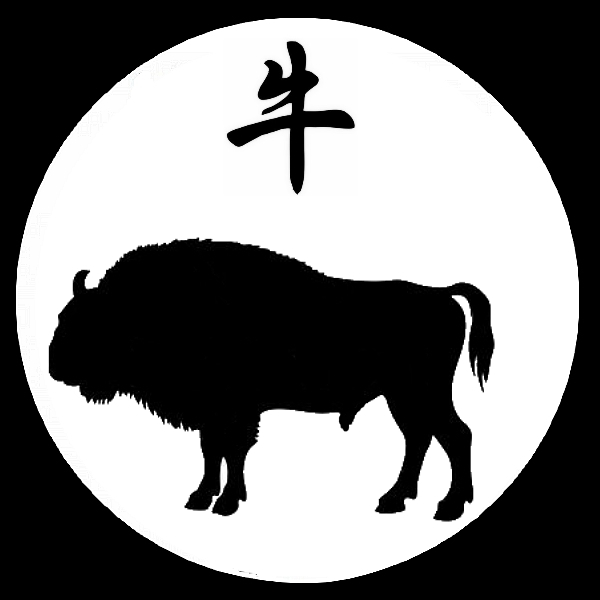
Signe astrologique chinois du Buffle.

Le Buffle (chinois : 丑 ; pinyin : chǒu) ou Bœuf (chinois : 牛 ; pinyin : niú) est le deuxième animal dans l'ordre d'arrivée dans le zodiaque chinois, lié au calendrier chinois.
Le zodiaque vietnamien le désigne buffle d'eau, et celui du peuple gurung vache.

## Les années et les cinq éléments
| Date initiale   | Date finale     | Élément    |
| --------------- | --------------- | ---------- |
| 24 janvier 1925 | 12 février 1926 | Bois (木)  |
| 11 février 1937 | 30 janvier 1938 | Feu (火)   |
| 29 janvier 1949 | 16 février 1950 | Terre (土) |
| 15 février 1961 | 4 février 1962  | Métal (金) |
| 3 février 1973  | 22 janvier 1974 | Eau (水)   |
| 20 février 1985 | 8 février 1986  | Bois (木)  |
| 7 février 1997  | 27 janvier 1998 | Feu (火)   |
| 26 janvier 2009 | 13 février 2010 | Terre (土) |
| 12 février 2021 | 31 janvier 2022 | Métal (金) |
| 31 janvier 2033 | 18 février 2034 | Eau (水)   |

## Éléments astrologiques de base
| Branche terrestre de l'année de naissance | Chou                                            |
| Les cinq éléments                         | Terre (土)                                      |
| Yin yang                                  | Yin (陰)                                        |
| Mois lunaire                              | Douzième                                        |
| Chiffres porte-bonheur                    | 0, 9, 13 ; à éviter : 6                         |
| Fleurs porte-bonheur                      | Tulipe, rose, fleur de pêcher, sempervirent     |
| Couleurs porte-bonheur                    | Bleu, rouge, pourpre ; à éviter : blanc et vert |